# Мидас (балет)
«Мида́с» (фр. Midas) — одноактный балет (мифологическая комедия) в постановке М. М. Фокина на музыку М. О. Штейнберга, либретто Л. С. Бакста по «Метаморфозам» Овидия (Книга XI, Мидас: 85—193), сценография М. В. Добужинского. Впервые представлен труппой Русский балет Дягилева 2 июня 1914 года в театре Гранд-Опера́, Париж.

## История
В 9-м Русском сезоне 1914 года Фокин создал свои последние четыре балета для труппы Русский балет Дягилева: «Легенду об Иосифе», «Золотого петушка», «Бабочек» и «Мидаса». Для осуществления этих постановок Дягилеву пришлось примириться с Михаилом Фокиным, поскольку Вацлав Нижинский был уволен из труппы. В том году Добужинский впервые участвовал в совместной работе с Фокиным, оформив балеты «Бабочки» и «Мидас». 
«Мидас» шёл последним премьерным показом парижского сезона. Балет создавался в крайне сжатые сроки — за 10—12 дней. Добужинский предложил оформить постановку в духе кватроченто. Согласно режиссёру труппы Григорьеву, поскольку к тому времени Фокин представил три премьерных балета и «танцевал почти в каждом спектакле», балетмейстеру «просто не хватило творческих сил» на постановку последней премьеры сезона — «Мидаса».
Александр Бенуа упоминал в своих мемуарах об очередной размолвке Бакста с Дягилевым во время парижского сезона. В то же время Чугунов цитировал письмо Добужинского Станиславскому от 26 мая 1914 года, в котором художник писал, что ему «пришлось выручать Дягилева, т[ак] к[ак] Бакст заболел». Видимо, в программу сезона не были внесены изменения, и остались указания о Баксте, как авторе декорации и костюмов, что обусловило неточные данные В. М. Паппе. На самом деле сценографию «Мидаса» создавал не Бакст, а Добужинский, — Бакст был автором либретто. 
Балет в репертуаре Дягилева не удержался. «Музыка, справедливо или нет, была сурово раскритикована прессой».

## Сюжет
Согласно описанию М. Д. Калвокоресси, Бакст в своём сценарии использовал не общеизвестный эпизод «Метаморфоз» Овидия, когда от прикосновения Мидаса всё превращается в золото, а состязание Пана и Феба (Книга XI, Мидас: 145—180), воплощённое с некоторым изменением в кантате И. С. Баха «Состязание Феба и Пана» (BWV 201 — нем. Geschwinde, geschwinde, ihr wirbelnden Winde; нем. Streit zwischen Phoebus und Pan). Мидас при покровительстве бога горы Тмола вызвался стать арбитром в музыкальном поединке флейты Пана и лиры Аполлона. Под звуки флейты Мидас бросился в радостный танец в сопровождении нимф и сатиров, после чего оспорил единогласное решение богов о победе Аполлона, обвиняя их в предвзятости. Эта непростительная бестолковость стоила ему страшного возмездия, поскольку дельфийский бог не потерпел, чтобы глупец сохранял человеческий облик. Все присутствующие приветствуют наказание незадачливого Мидаса, когда Аполлон награждает его ослиными ушами.
Весьма краткое описание балета представлено Добужинским: «Между тем то, что создавал в этом балете Фокин, было чрезвычайно красиво: и танцы бывшей в полном своем расцвете Карсавиной — нимфы, и торжественное шествие судий-богов, и выход Аполлона с 9 музами, и группировки и позы дриад, гамадриад и ореад, которые поднимались неожиданным явлением из-за обломков скал на фоне „блаженных“ мантеньевских далей». 

## Премьера
- 1914 — 2 июня в Опера́, Париж. «Мидас», мифологическая комедия в одном акте. Сценарий Л. С. Бакста, музыка М. О. Штейнберга, хореография М. М. Фокина, декорация и костюмы М. В. Добужинского. Дирижёр Р. Батон, режиссёр С. Л. Григорьев[2][10]. Основные исполнители:
- Мидас — Адольф Больм[15]
- Нимфа гор — Тамара Карсавина[15]
- Аполлон — Максимилиан Фроман[15]
- Пан — Борис Романов[15]

В воспоминаниях Добужинского и описании балета Добровольской  среди исполнителей фигурирует М. П. Фроман, помимо того Л. Ф. Мясин в своих мемуарах и Е. Я. Суриц также указывают её брата Максимилиана Фромана. После премьеры балет был повторно показан в Париже 4 и 6 июня. Первое исполнение в Лондоне состоялось 18 июня 1914 года в театре Друри-Лейн.

## Оценки
По мнению Григорьева, «Мидас» оказался мертворождённым, поскольку Фокин выдохся после трёх новых постановок для 9-го сезона и исполнения ролей почти в каждом спектакле, тем более, что «тема и музыка Штейнберга не слишком привлекали» балетмейстера. К тому же режиссёр расценил эскизы декораций Добужинского не особенно вдохновляющими. В оценке Григорьева, три новых спектакля сезона — «Легенда об Иосифе», «Соловей» и «Мидас» — «в той или иной мере дали осечку, только «Золотой петушок» имел безоговорочный успех». Присутствовавший на премьере Л. Ф. Мясин писал в мемуарах, что «Мидас» был менее удачен, чем «Бабочки»: «Мне он показался беспорядочным и плохо продуманным. <…> Основная идея была занимательной, но её практическому воплощению недоставало живости и воображения, и результат оказался более чем скромным».
Добужинский привёл цитату из английского издания «Воспоминаний о русском балете» Бенуа (Reminiscents of the Russian Ballet. London, 1939): «Невнимание, оказанное этому балету, крайне незаслуженно. Правда, музыка „Мидаса“ далека от гениальности, но была все же приятной, а сам спектакль был очарователен и превосходного вкуса. Фокин создал хореографию в необычайно короткий срок, но, как часто у него бывает, эта „импровизация“ придала исключительную прелесть балету».